# Siegmund von Suchodolski

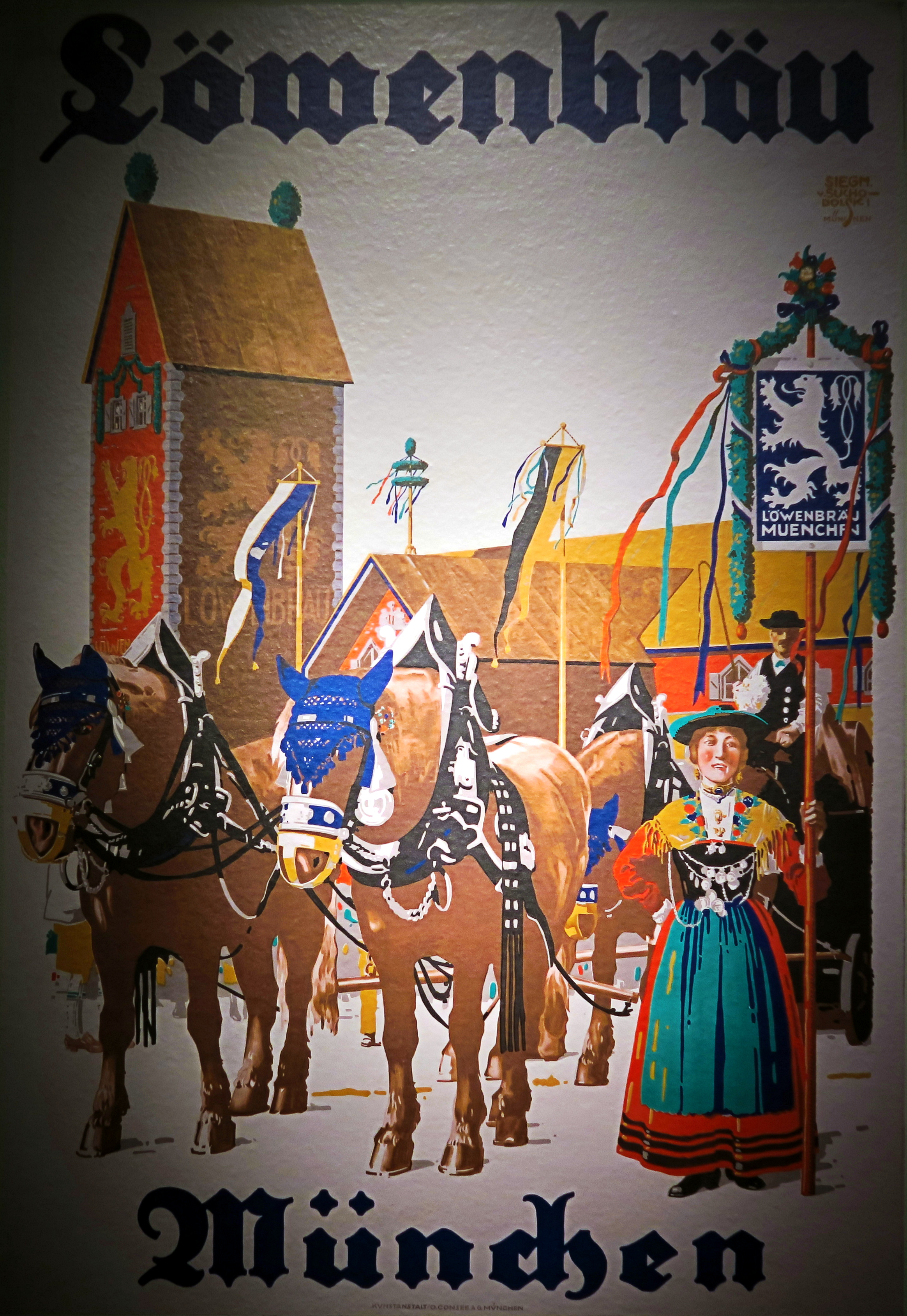
Farblithographie um 1925

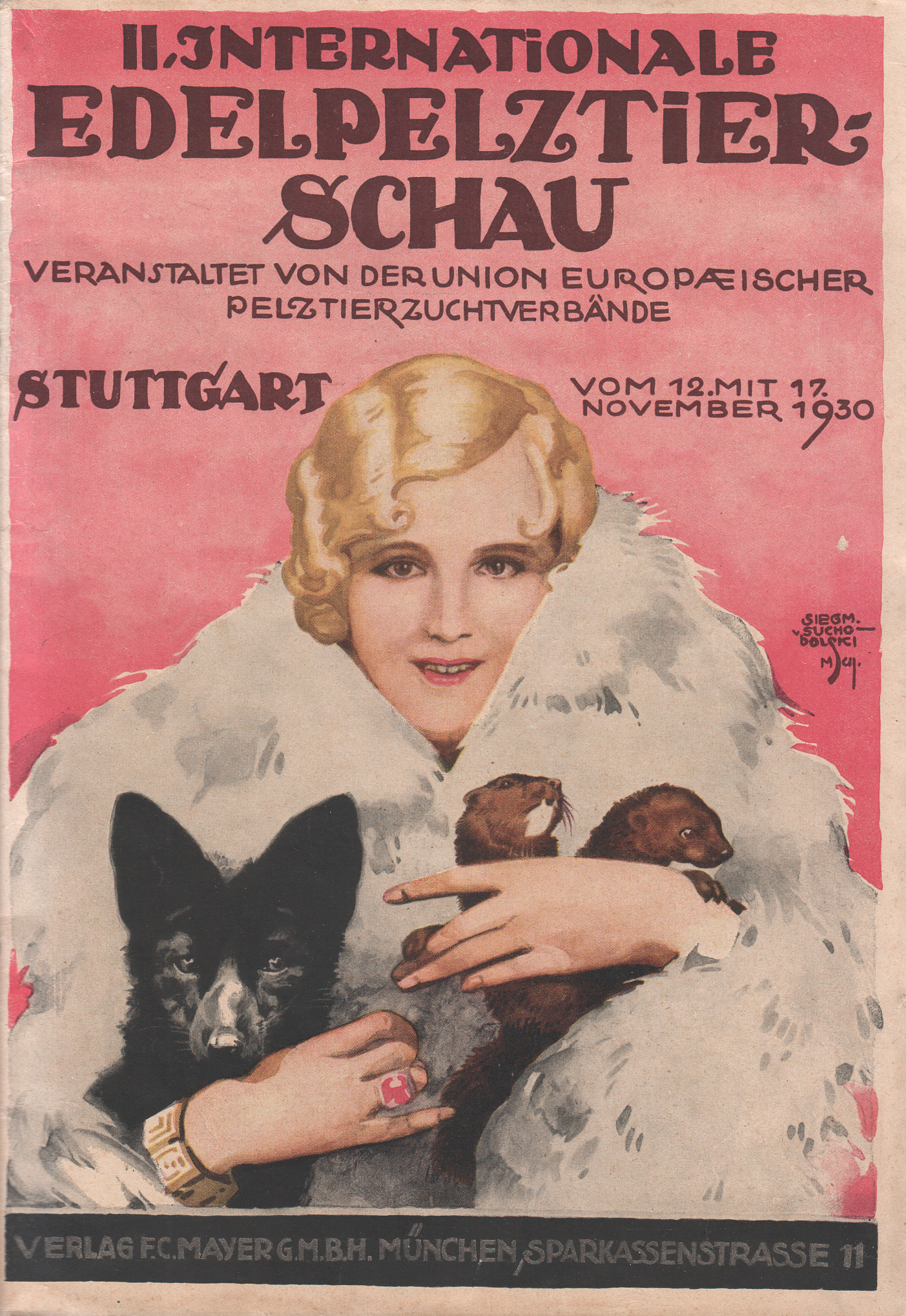
„Edelpelztier-Schau“
(Plakat, 1930)

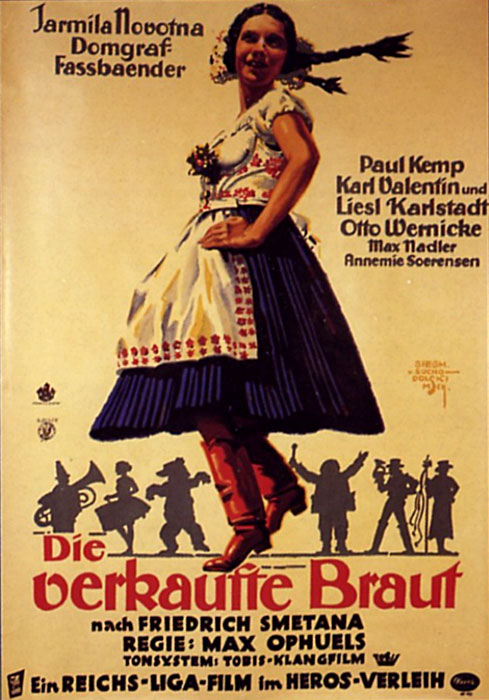
„Die verkaufte Braut“
(Filmplakat, 1932)

Siegmund von Suchodolski (* 8. Juli 1875 in Weimar; † 28. Juli 1935 in München; Vorname häufig auch Sigmund oder Zygmunt geschrieben) war ein deutscher Gebrauchsgrafiker, Architekt und Maler.

## Leben
Von Suchodolski, Sohn des Malers Zdzisław Suchodolski und dessen Ehefrau Lisbeth von Bauer (* 1850), Enkel des polnischen Kriegsmalers January Suchodolski, Großneffe des polnischen Dichters Rajnold Suchodolski, studierte an der Kunstgewerbeschule München und an der Technischen Hochschule München Architektur. 
Als Architekt war er unter anderem als Mitarbeiter der Architekten Martin Dülfer und Theodor Fischer in München tätig. Insbesondere  seit 1906 wirkte er als Gebrauchs- und Plakatgrafiker in München, aber auch als Illustrator. Er wird vor allem im Blick auf seine Tierbilder dem Naturalismus zugerechnet, politisch hingegen dem Konservativismus, weil er insbesondere nach dem Ersten Weltkrieg politische Plakate gegen den Bolschewismus für die Vereinigung zur Bekämpfung des Bolschewismus und gegen den Anarchismus (Raus mit Euch!; Arbeit, der Schutz gegen Anarchie; Wir dulden keine Anarchie. Wir werden Frauen und Kinder schützen) gestaltete. Bekannt ist auch sein Bismarck-Gemälde Unser Vaterland (Reproduktion in Der Türmer, 17. Jahrgang, Bd. II, 1914/15).

## Werk
- Tierbilder: Ein Malbuch, 1914
- Tierstudien, Ravensburg 1914 (Zeichenvorlagen nach Künstler-Originalen I).
- Soldatenbilder aus dem Völkerkrieg: Ein Kindermalbuch, Ravensburg 1916.

Er illustrierte unter anderem folgende Veröffentlichungen:
- Friedrich Gerstäcker: Abenteuergeschichten. Vier Erzählungen. Braunschweig 1911. (16 schwarze Textabbildungen und vier farbige Bilder).
- Deutsche Schwänke. 1. Auflage, Wien 1913; weitere Auflage, Wien, Leipzig 1921/1922 und 1929. Nachdrucke in den 1980er Jahren durch Verlage Jugend & Volk, Wien bzw. Parkland, Stuttgart (76 meist farbige Bilder).
- Willibald Alexis: Die Hosen des Herrn von Bredow. Braunschweig 1918; weitere Auflage, 1925. (zwölf schwarze Textbilder und vier farbige Einschaltbilder).
- verschiedene Titelblätter für die Zoo-Zeitschrift Das Tier und wir des Tierparks Hellabrunn in München.

Suchodolski malte und zeichnete Werbungen für folgende Firmen (Auswahl): Ovomaltine, Michael Huber Farben, Kronenbrauerei Donauwörth, Krämersche Kunstmühle, Tierpark Hellabrunn, Deutsche Reichsbahn, Hustenbonbons Diamalt, Beer & Cie.

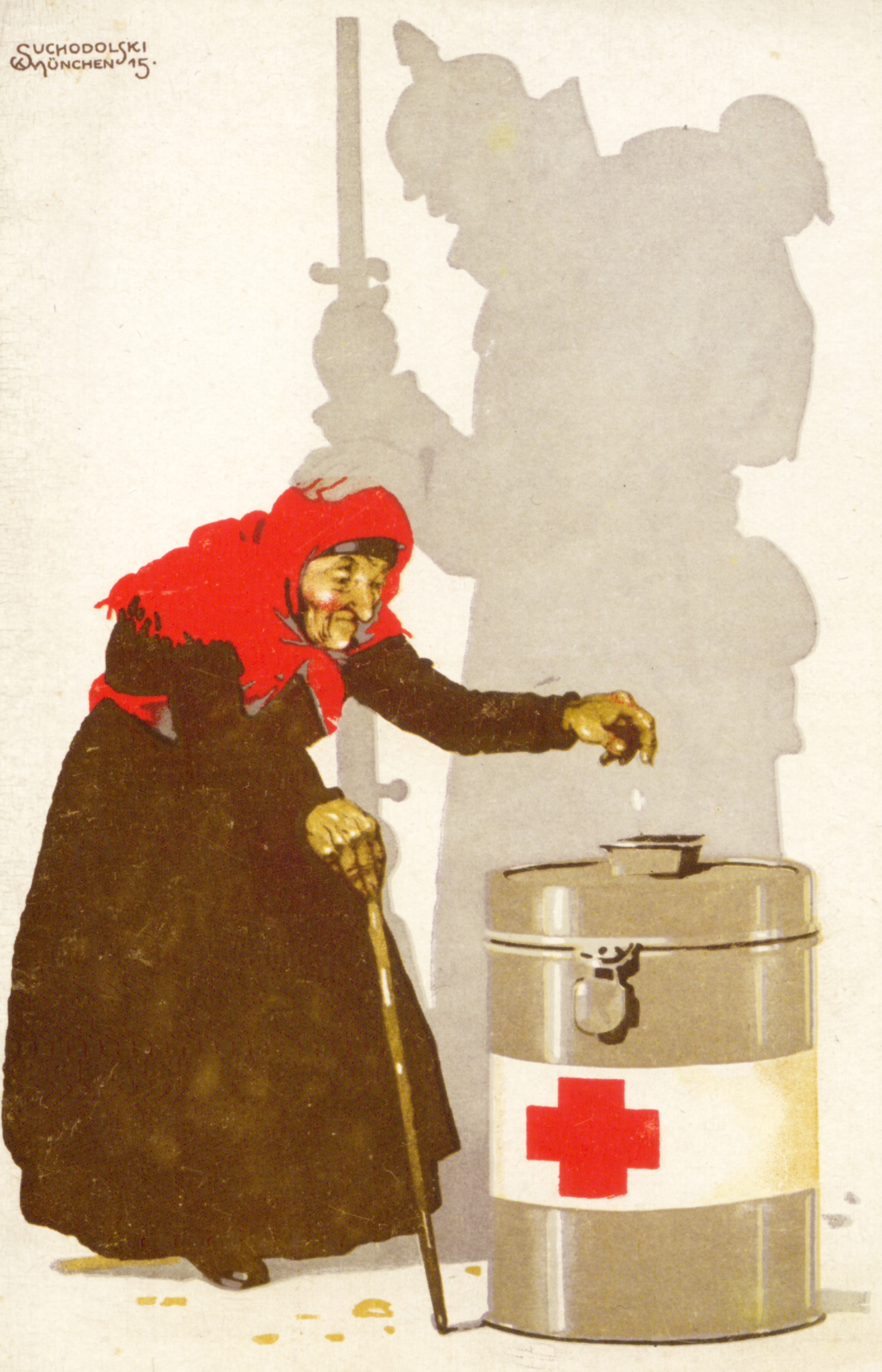
Postkarte des Orts-Sammel-Komitees vom Roten Kreuz München Stadt.